# Komatsuhime
Komatsuhime (小松姫, 1573 - 27 mars 1620) est une femme japonaise de la fin de la période Azuchi Momoyama et du début de l'époque d'Edo. Fille de Honda Tadakatsu, elle est adoptée par Tokugawa Ieyasu, avant d'épouser Sanada Nobuyuki. Elle est décrite comme étant très belle et très intelligente.

## Biographie
Komatsuhime est connue dans son enfance sous le nom Inahime (稲姫) ou encore Onei (於小亥). Après avoir été témoins de la prouesse guerrière des Sanada à la bataille d'Ueda, elle et son père sont faits prisonniers. Tokugawa Ieyasu lui-même permet à Komatsuhime d'épouser Sanada Nobuyuki, le fils du seigneur des Sanada.
En 1600, lorsque Nobuyuki est décidé à s'allier avec les Tokugawa, son père Masayuki (qui ne l'avait pas encore fait) se met en route pour le château d'Ueda, accompagné de son autre fils, le fameux Sanada Yukimura. Les deux hommes s'arrêtent au château de Numata où Komatsuhime gère les affaires. Masayuki lui transmet un message : « Je veux voir mes petits-enfants ». En réponse, la princesse apparait en tenue guerrière en disant : « Puisque nous partons pour ce conflit, et bien que vous soyez mon beau-père, je ne peux vous autoriser à rester dans ce château. » Masayuki et Yukimura se réfugient au Shōkaku-ji où ils sont surpris de voir Komatsuhime (avec son enfant) arriver peu après, honorant le désir de Masayuki.
Après la bataille de Sekigahara, durant l'exil de Masayuki et Yukimura, elle leur envoie de la nourriture et autres denrées nécessaires.
Komatsuhime est reconnue comme une bonne épouse, sage mère (良妻賢母, ryōsai kenbo). Elle meurt à Kōnosu dans la province de Musashi (actuelle ville de Kōnosu dans la préfecture de Saitama) à l'âge de 47 ans, alors qu'elle est en route pour l'onsende Kusatsu. Son mari Nobuyuki se lamente de sa mort, disant « la lumière de ma maison s'est éteinte. ». » Sa tombe est présente dans la région et au musée du château d'Ueda, les visiteurs peuvent voir des objets lui ayant appartenu, comme son palanquin.

## Dans la culture populaire
Komatsuhime est une inspiration partielle de la princesse Ina dans le roman La Miséricorde des éléments.

### Jeux vidéo
- Série Samurai Warriors (sous le nom d'Ina)
- Série Warriors Orochi (sous le nom d'Ina)
- Pokémon Conquest (sous le nom d'Ina, ses pokémon partenaires sont Prinplup et Empoleon)